# Вальків Ігор Іванович
Ігор Іванович Вальків (1941 р.н.) — український військовик, генерал-лейтенант у відставці, колишній командувач національної гвардії України, колишній командир дивізії внутрішніх військ.